# Snap Shots
Snap Shots (o Snapshots)è un cortometraggio muto del 1915 diretto da Charles H. France.

## Produzione
Il film fu prodotto dalla Edison Company.

## Distribuzione
Distribuito dalla General Film Company, il film - un cortometraggio in una bobina - uscì nelle sale cinematografiche USA il 7 aprile 1915.